# 下唇动脉
下唇动脉（英語：Inferior labial artery）起源于口角附近，是面动脉的分支血管；它从降口角肌下方向上向前延伸穿过口轮匝肌，在该肌肉和粘膜之间沿着下唇边缘蜿蜒走行。
下唇动脉为唇腺、粘膜和下唇肌肉供血；并与对侧动脉和下牙槽动脉的颏支吻合。

## 其他图片

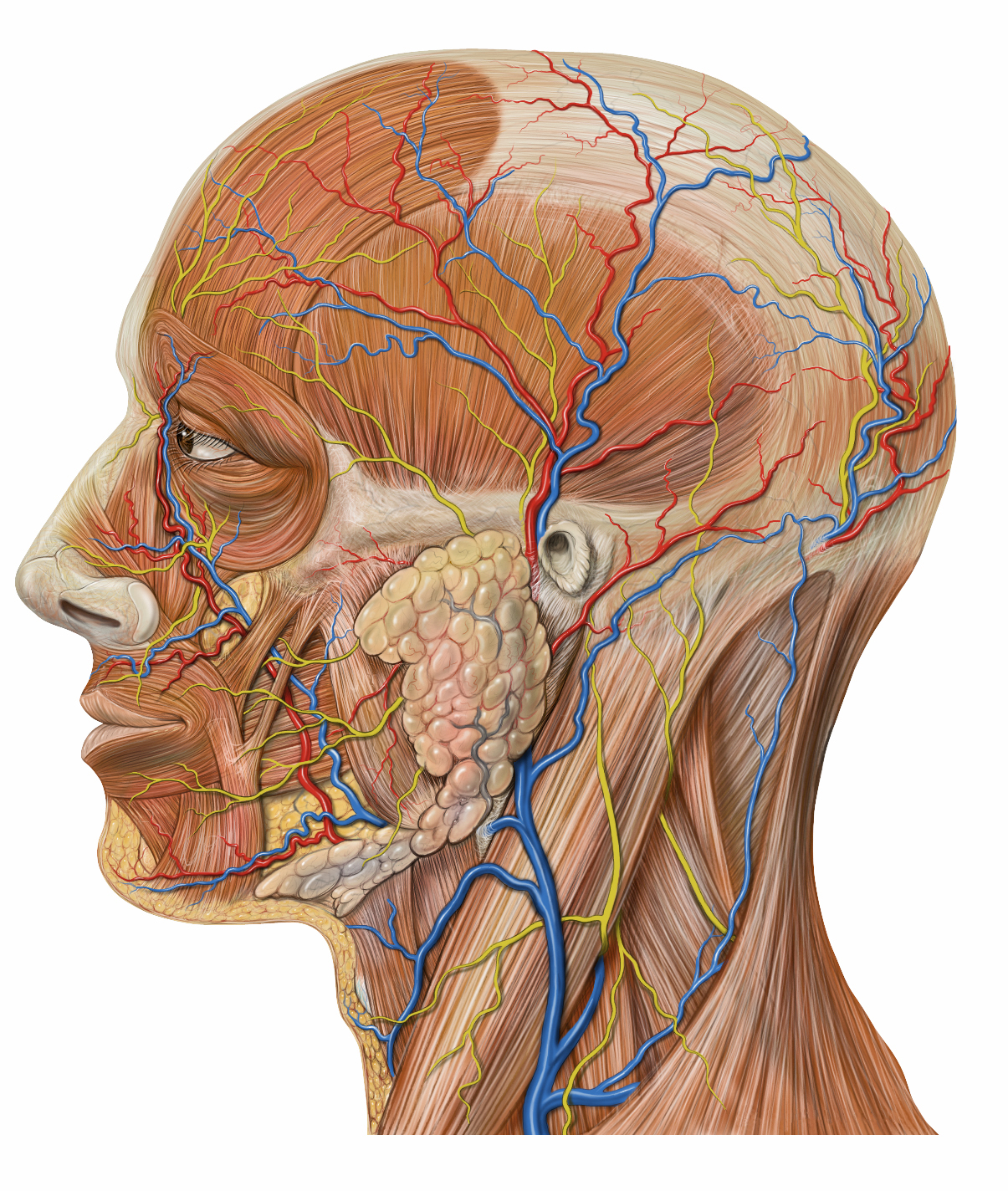
头部侧面解剖细节
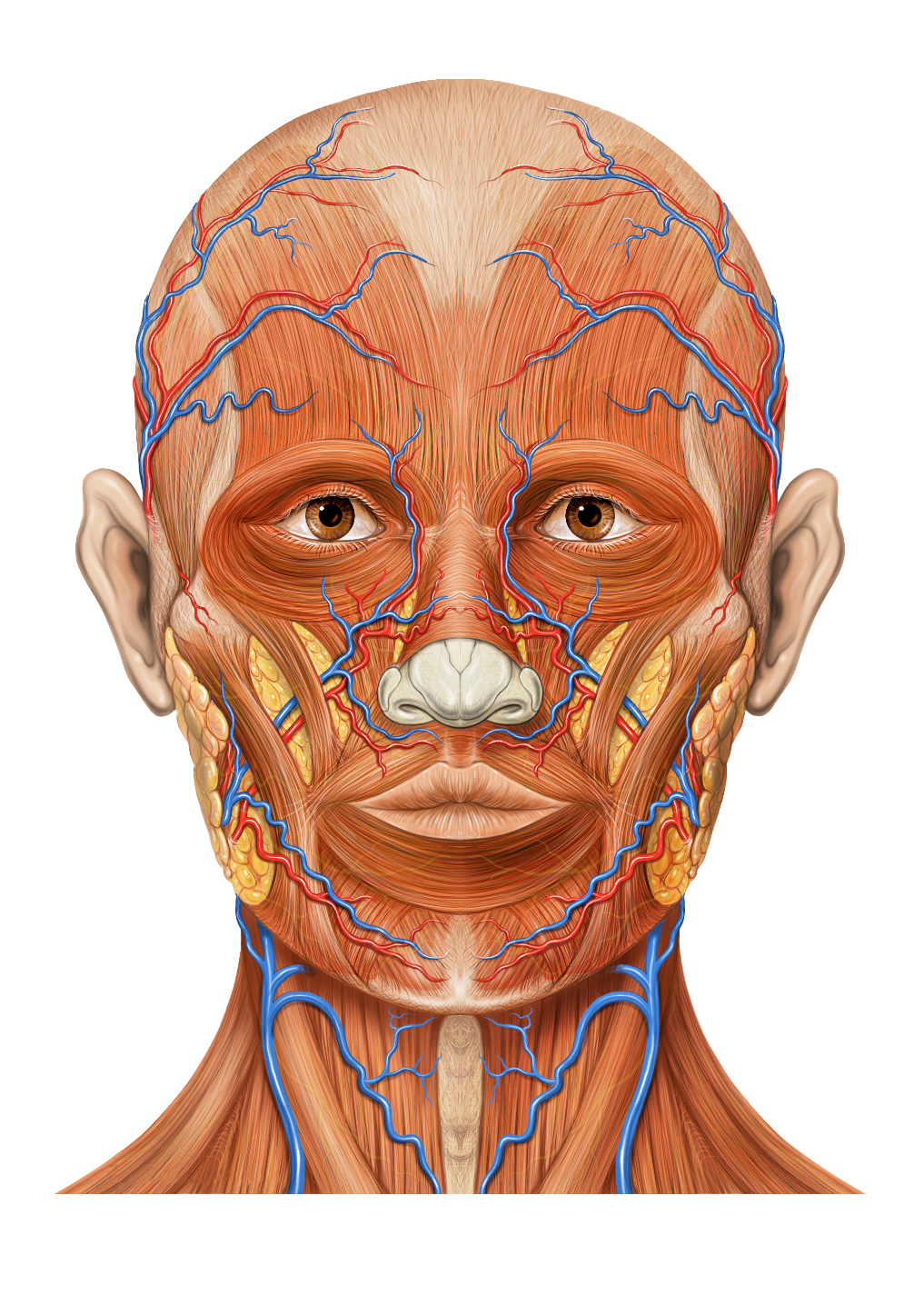
头部解剖前视图
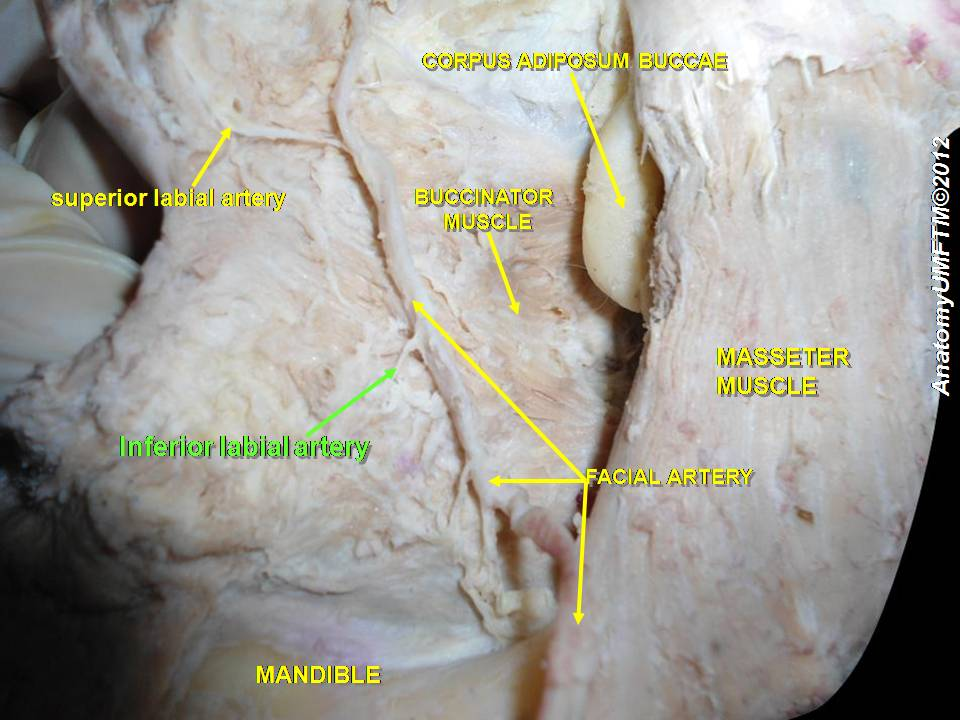
下唇动脉